# Fergana nemzetközi repülőtér
A Fergana nemzetközi repülőtér (IATA: FEG, ICAO: UTFF) nemzetközi repülőtér Üzbegisztánban, Fergana közelében. Éves utasforgalma 240 000 fő (2019).

## Futópályák
A repülőtér futópályái:
- 18/36 (2862 m, 50 m, aszfalt)

## Forgalom
Az utasforgalom az elmúlt években az alábbi módon változott:
| 2019 | 240 000 |

## Légitársaságok és úticélok
2023-ban a Fergana nemzetközi repülőtérről az alábbi járatok indulnak:
| Légitársaság       | Célállomások                                                         |
| ------------------ | -------------------------------------------------------------------- |
| Aeroflot           | Moszkva–Seremetyjevo                                                 |
| Humo Air           | Sokh                                                                 |
| IrAero             | Irkutszk, Krasznojarszk–Jemeljanovo                                  |
| Nordwind Airlines  | Moszkva–Seremetyjevo                                                 |
| Red Wings Airlines | Moszkva-Domogyedovó                                                  |
| Rossiya Airlines   | Szocsi                                                               |
| S7 Airlines        | Irkutszk, Novoszibirszk                                              |
| Turkish Airlines   | Isztambul                                                            |
| Utair              | Moszkva–Vnukovo                                                      |
| Uzbekistan Airways | Dubai–International, Kazany, Moszkva–Vnukovo, Szentpétervár, Taskent |